# 白云镇 (梓潼县)
白云镇，是中华人民共和国四川省绵阳市梓潼县曾经下辖的一个镇。2019年12月，撤销白云镇，原白云镇长春村、锣包村、宝呈村所属行政区域为宏仁镇的行政区域，原白云镇回水村、红花村、玉龙村、九林村所属行政区域划归黎雅镇管辖。

## 行政区划
白云镇撤销前下辖以下地区：
锣包村、长春村、回水村、红花村、九林村、玉龙村和宝呈村。